# Pteroteinon reali
Pteroteinon reali is een vlinder uit de familie van de dikkopjes (Hesperiidae). De soort is voor het eerst wetenschappelijk beschreven als Pteroteinon pruna reali door Lucien Adolphe Berger in een publicatie uit 1962.
De soort komt voor in de vochtige bossen van Guinee, Liberia, Ivoorkust en Ghana.